# À Punt Mèdia
| À Punt Mèdia |
| --- |
| À Punt Mèdia-logotypen. - Betydelse – massmedier från CVMC - Bakgrund – 2017, efterföljare till RTVV - Språk – valencianska - Medier – À Punt (TV), À Punt FM (radio), www.apuntmedia.es (Internet) |

À Punt Mèdia är samlingsnamnet för de massmedier som etablerades i den autonoma regionen Valencia 2017. De är regionägda, via det nystartade mediebolaget Corporació Valenciana de Mitjans de Comunicació (CVMC), vilket i sin tur fungerar som efterträdare till bolaget RTVV (nedlagt 2013).
À Punt Mèdia sänder bland annat nyheter och samhällsprogram via TV (testsändningar sedan våren 2018, regelbundna sändningar från juni 2018), radio (sedan senhösten 2017) och Internet (sedan december 2017, i färdig version sedan april 2018). Programinnehållet presenteras på valencianska.
CVMC är den enda etermediestationen som sänder på valencianska, en sydvästlig variant av katalanska med mindre stavnings- (exempel: hui istället för avui, 'idag'; seua istället för seva, 'sin') och uttalsskillnader. Etermediebolag i Katalonien, Balearerna och Andorra ansluter sig mer strikt till etablerade "Katalonien-katalanska" normer.